# Alexander McCall Smith

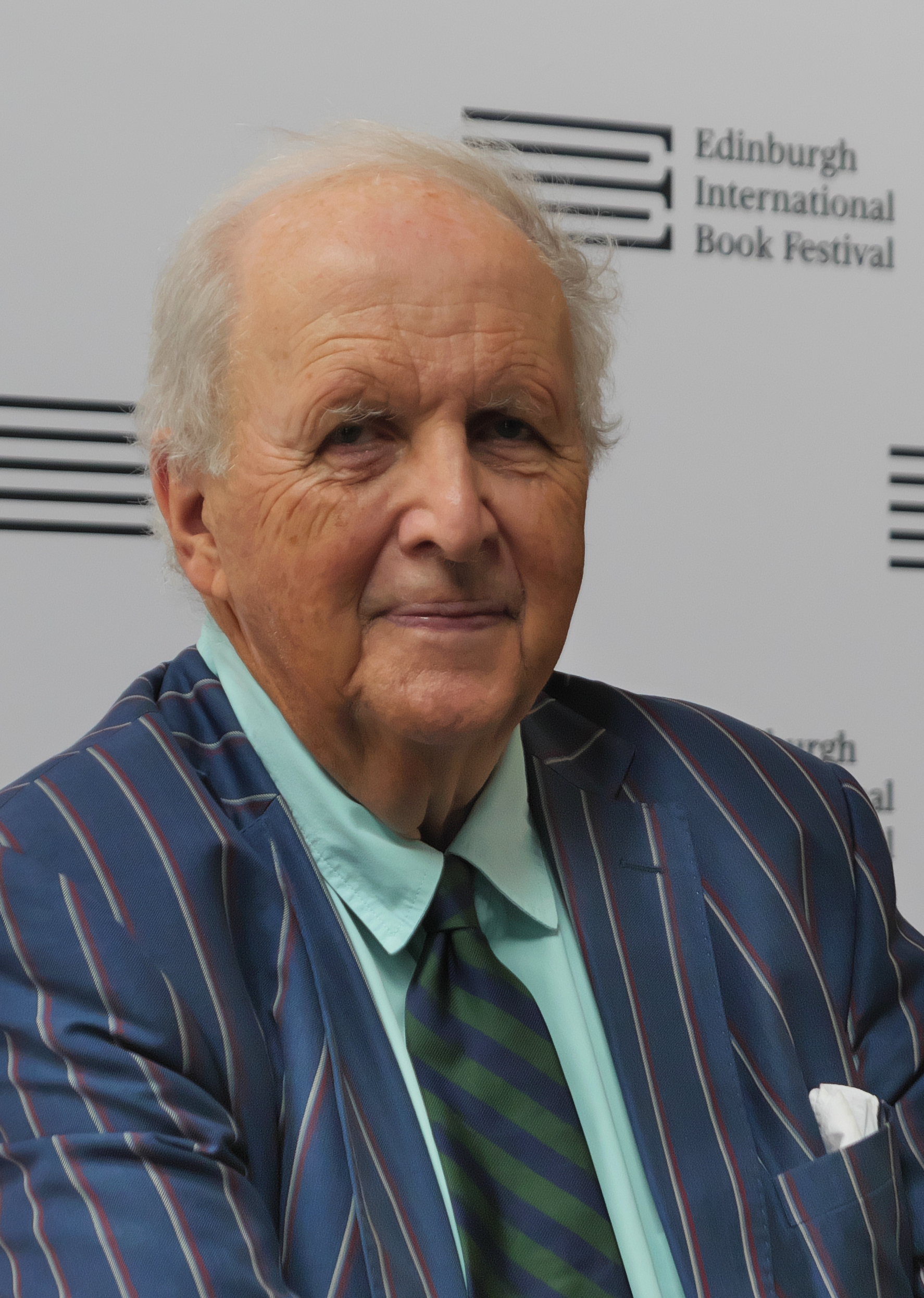
Alexander McCall Smith (2025)

Alexander McCall Smith (Rhodesië, 24 augustus 1948) is een Schots jurist en schrijver. Hij was professor in het medisch recht, maar is tegenwoordig vooral bekend als schrijver van de serie Het beste dames detectivebureau.